# Albert Jele

Albert Jele

Albert Jele (* 29. April 1844 in Innsbruck; † 13. Oktober 1900 ebenda) war ein österreichischer Kunsthistoriker. Von 1874 bis 1898 war er Direktor der Tiroler Glasmalereianstalt, die unter ihm einen großen Aufschwung nahm.

## Leben
Albert Jele wurde 1844 als ältester Sohn des Malers Caspar Jele und seiner Frau Anna in Innsbruck geboren. Er absolvierte das Staatsgymnasium in Innsbruck mit Auszeichnung und besuchte sonntags die Zeichenschule seines Vaters. Nach der Matura unternahm sein Vater mit ihm eine Reise zu den Kunstschätzen nach München.
Da damals an der Universität Innsbruck nur die Kunstgeschichte der Antike, nicht aber der späteren Epochen gelehrt wurde, inskribierte Jele klassische Philologie. Er studierte auch an den Universitäten in Münster und Wien und wurde 1867 in Innsbruck zum Doktor der Philosophie promoviert.
Jele lernte Französisch und Englisch, unter anderem bei längeren Aufenthalten in Lausanne und England, sowie Italienisch und Spanisch. Bei größeren Reisen nach Deutschland, Dänemark, den Niederlanden, Belgien, England, und Italien beschäftigte er sich mit Geschichte und Kunstgeschichte und bereitete sich auf eine Dozentur vor.
1861 war von Albert Neuhauser, Josef von Stadl und Georg Mader die Tiroler Glasmalereianstalt gegründet worden. Nach dem Rückzug Neuhausers aus gesundheitlichen Gründen rückte Albert Jele nach und wurde 1874 Direktor. Unter seiner Führung nahm die Glasmalereianstalt einen rasanten Aufschwung und erhielt Aufträge aus ganz Europa und Nordamerika. 1880 gründete er eine Filiale in Wien. Als ein Zoll von 45 % auf die Einfuhr von Glasfenstern in die USA beschlossen wurde, reiste Jele nach Amerika und gründete unter dem Namen Tirolese Art Glass Co. eine Filiale in New York. Fertigte die Glasmalereianstalt bisher nur sakrale Glasbilder, so forcierte Jele die Herstellung und Bewerbung von profanen Glasmalereien für öffentliche und private Gebäude, die er als wirtschaftlich bedeutend erkannte.
Albert Jele war Kunstsammler, etliche Werke schenkte er Museen, insbesondere dem Tiroler Landesmuseum Ferdinandeum, das ihn zum Ehrenmitglied ernannte.
Im Dezember 1868 heiratete er Angelika Streiter (* 1830), eine Tochter des Bozner Bürgermeisters Joseph Streiter. Der Sohn Fritz wurde nach dem Ausscheiden des Vaters für kurze Zeit Gesellschafter der Tiroler Glasmalereianstalt.
1898 zog sich Jele aus der Leitung der Glasmalereianstalt zurück, am 13. Oktober 1900 starb er an einer Lungen- und Rippenfellentzündung.

## Auszeichnungen
- 1878: Ritterkreuz des Franz-Joseph-Ordens
- 1886: Große Medaille für Kunst und Wissenschaft
- 1890: Ritterkreuz des Gregor-Ordens
- 1892: kaiserlicher Rat
- 1899: Ehrenmitglied des Ferdinandeums